# Чиліндрон
Чиліндро́н (ісп. Chilindrón) — густий овочевий соус характерного червоно-оранжевого кольору, типовий для кухні північних областей Іспанії — Наварри, Арагону та Басконії. 

## Історія

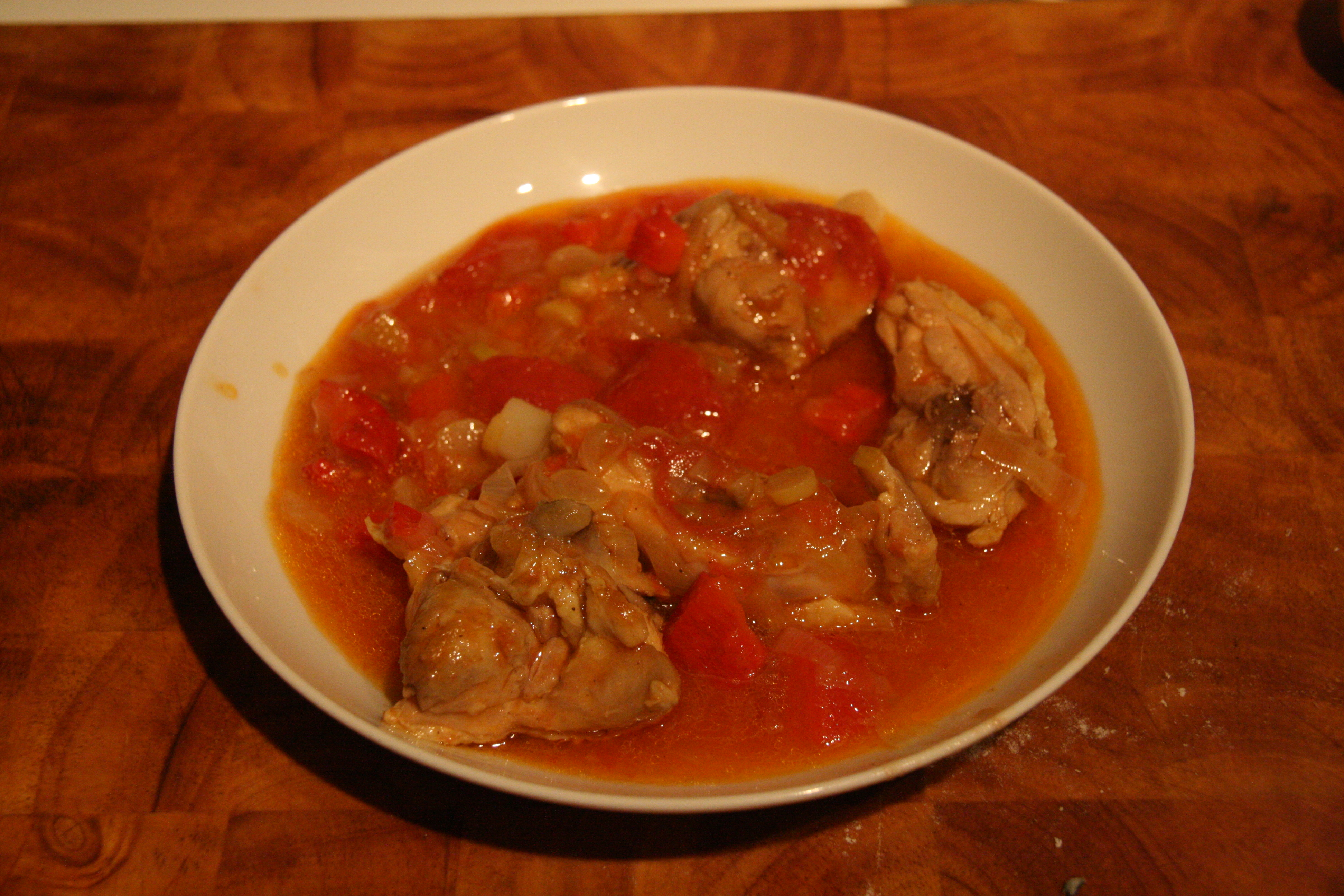
Курка чиліндрон

Довгі роки ведуть суперечки про те, хто з них справжній творець знаменитого соусу. Про давність рецепта соусу кажуть наваррські хроніки, в яких є його докладний опис. У 1927 році його подавали в якості весільного частування в арагонському місті Уеска. 

## Приготування
До складу чиліндрону входять помідори, ріпчаста цибуля і солодкий червоний перець, тушковані, в залежності від конкретного рецепту, з додаванням приправ та інших овочів.
Соус чиліндрон — ключовий компонент популярної страви  курка чиліндрон  (el pollo al chilindrón). Курячу тушку ділять на 4 або 6 частин і обсмажують їх з усіх боків до появи рум'яної скоринки. Соус готують окремо, після чого з'єднують його з м'ясом і тушкують на слабкому вогні. В курку чиліндрон також додається хамон — особлива сиров'ялена шинка. Страву часто гарнірують смаженою картоплею і прикрашають петрушкою. Замість курки нерідко використовується куріпка (perdiz). Схожим чином готують і  баранину чиліндрон  (el cordero al chilindrón) — з баранячої ноги і ковбаси чорисо.
Існує кілька різновидів чиліндрону, заснованих на привнесення в рецепт продуктів або кулінарних прийомів, характерних для інших соусів: так, один з варіантів, подібно соусу пікаділі, включає вино і мигдаль; в інший, званий також айолі, додають часник, розтертий з оливковою олією; софрито передбачає велику кількість зелені, а самфаїна — баклажани.